# Darkness and Hope
Darkness and Hope peti je studijski album portugalskog gothic metal-sastava Moonspell. Album je 27. kolovoza 2001. godine objavila diskografska kuća Century Media Records.

## O albumu
Naslovnica albuma prikazuje "Moonspellov trozubac" koji je dizajnirao poljski umjetnik Wojtek Błasiak. Navedeni je znak, kasnije dorađen u ilustraciji za naknadni album The Antidote, postao prepoznatljiv simbol grupe.
Nekoliko različitih inačica albuma bilo je objavljeno, od kojih je svaka sadržavala posebnu bonus skladbu. Jedna je inačica sadržavala pjesmu "Os Senhores da Guerra", obradu skladbe skupine Madredeus, druga "Mr. Crowley", izvorno skladbu Ozzyja Osbournea, dok je treća sadržavala obradu pjesme "Love Will Tear Us Apart" Joy Divisiona.

## Popis pjesama
Tekstovi: Fernando Ribeiro. 
| 1.    | »Darkness and Hope«            | 4:46 |
| 2.    | »Firewalking«                  | 3:05 |
| 3.    | »Nocturna«                     | 3:52 |
| 4.    | »Heartshaped Abyss«            | 4:08 |
| 5.    | »Devilred«                     | 3:25 |
| 6.    | »Ghostsong«                    | 4:21 |
| 7.    | »Rapaces«                      | 5:31 |
| 8.    | »Made of Storm«                | 4:09 |
| 9.    | »How We Became Fire«           | 5:47 |
| 10.   | »Than the Serpents in My Arms« | 5:58 |
| 45:02 |                                |      |

| Bonus pjesme | Bonus pjesme                                     | Bonus pjesme | Bonus pjesme | Bonus pjesme | Bonus pjesme | Bonus pjesme | Bonus pjesme | Bonus pjesme | Bonus pjesme |
| Br.          | Skladba                                          | Trajanje     |              |              |              |              |              |              |              |
| ------------ | ------------------------------------------------ | ------------ | ------------ | ------------ | ------------ | ------------ | ------------ | ------------ | ------------ |
| 11.          | »Os Senhores da Guerra« (obrada Madredeusa)      | 6:30         |              |              |              |              |              |              |              |
| 12.          | »Mr. Crowley« (obrada Ozzyja Osbournea)          | 4:26         |              |              |              |              |              |              |              |
| 13.          | »Love Will Tear Us Apart« (obrada Joy Divisiona) | 3:39         |              |              |              |              |              |              |              |
| 59:37        |                                                  |              |              |              |              |              |              |              |              |

## Recenzije
Andy Hinds, glazbeni kritičar sa stranice AllMusic, dodijelio je albumu tri od pet zvjezdica te je izjavio: "Na Moonspellovom šestom studijskom albumu (te petom glazbenom djelu koje je objavio Century Media) ovaj dugogodišnji portugalski kvintet ponovno stvara žestok, atmosferični metal za čiji su nastanak jednako zaslužni Sisters of Mercy i Black Sabbath. Skladbe na Darkness and Hopeu uglavnom više naglašavaju općenit osjećaj nego lako pamtljive skladateljske dionice, ali prisutni su i neki pamtljivi trenutci, kao u aerodinamičnoj "Devilred" i mračnoj, metalnoj "Rapaces". Bivajući zlatnom sredinom između Type O Negativea i Tiamata, Moonspell postiže i zastrašujuće divljaštvo i veličanstvenu gracioznost".

## Zasluge
| Moonspell - Fernando Ribeiro – vokali - Ricardo Amorim – gitara - Pedro Paixão – klavijature - Sérgio Crestana – bas-gitara - Miguel Gaspar – bubnjevi Dodatni glazbenici - Asta – vokali (na pjesmi "Devilred") - Adolfo Luxúria Canibal – recitacija (na pjesmi "Than the Serpents in My Arms") | Ostalo osoblje - Hiili Hiilesmaa – produkcija, miksanje - Mika Jussila – mastering - Paulo Moreira – fotografija, omot albuma - Wojtek Błasiak – ilustracije - Adriano Esteves – omot albuma |